# Schizanthus litoralis
Schizanthus litoralis är en potatisväxtart som beskrevs av Rodolfo Amando Philippi. Schizanthus litoralis ingår i släktet fjärilsblomsterssläktet, och familjen potatisväxter. Inga underarter finns listade i Catalogue of Life.